# Achelia mixta
Achelia mixta är en havsspindelart som beskrevs av Stock, J.H. 1994. Achelia mixta ingår i släktet Achelia och familjen Ammotheidae. Inga underarter finns listade i Catalogue of Life.